# Joseph Reinach
Joseph Reinach (Paris, 30 de setembro, 1856 † 18 de abril de 1921]) foi um político e ensaísta francês, um companheiro de Gambetta e diretor do jornal La République française. Foi um dos primeiros dreyfusards.
Nascido em Paris, seus dois irmãos, Salomon Reinach e Théodore Reinach, tornaram-se bem conhecidos no campo da arqueologia.

## Obra
- Histoire, de 7 volumes